# Janusz Dąbrowski
Janusz Dąbrowski (ur. 8 lutego 1938 w Józefów-Michalin, zm. 30 września 2012 w Warszawie) – polski tancerz i choreograf.
Od 1954 był tancerzem w Zespole Pieśni i Tańca Mazowsze, dwa lata później przeszedł do Zespołu Pieśni i Tańca Wojska Polskiego. Występował tam do 1960, a następnie został koryfeuszem w Operze Warszawskiej, a od 1962 w Teatrze Wielkim. W 1967 został solistą, występował na scenie do 1984, równocześnie od końca lat 70. był choreografem w Teatrze Wielkim i Operetce Warszawskiej.
W 2008 został odznaczony Srebrnym Medalem „Zasłużony Kulturze Gloria Artis”.
Był zasłużonym członkiem ZASP. Spoczywa na cmentarzu w Józefowie-Michalinie.